# Forest Hills (Michigan)
Forest Hills é uma Região censo-designada localizada no estado americano de Michigan, no Condado de Kent.

## Demografia
Segundo o censo americano de 2000, a sua população era de 20 942 habitantes.

## Geografia
De acordo com o United States Census Bureau tem uma área de
131,5 km², dos quais 127,9 km² cobertos por terra e 3,6 km² cobertos por água.

## Localidades na vizinhança
O diagrama seguinte representa as localidades num raio de 16 km ao redor de Forest Hills.